# Pavel Kharin
Pavel Kharin (em russo:  Павел Петрович Харин, São Petersburgo, 8 de junho de 1927 – 6 de março de 2023) foi um canoísta russo. 

## Carreira
Conquistou a medalha de ouro em C-2 10000 m em Melbourne 1956 junto com o seu companheiro de equipa Gratsian Botev.
Obteve a prata em C-2 1000 m em Melbourne 1956.

## Morte
Kharin morreu em 6 de março de 2023, aos 95 anos.